# 2000年夏季残疾人奥林匹克运动会老挝代表团
2000年夏季残疾人奥林匹克运动会老挝代表团是老挝派出的2000年夏季残疾人奥林匹克运动会代表团。未获得奖牌。